# Pseudoparlatoria triangularis
Pseudoparlatoria triangularis är en insektsart som beskrevs av Mamet 1954. Pseudoparlatoria triangularis ingår i släktet Pseudoparlatoria och familjen pansarsköldlöss.
Artens utbredningsområde är Madagaskar. Inga underarter finns listade i Catalogue of Life.